# Закаткари
Закаткари (груз. ზაქათკარი) — село в Грузии, в муниципалитете Душети края Мцхета-Мтианети. 

## География
Село расположено в северной части края, в 70 километрах по прямой к северо-западу от центра муниципалитета Душети. Высота центра — 1640 метров над уровнем моря.

## Население
По данным переписи населения 2014 года, в селе проживало 57 человек.
| Год  | Население | Мужчины | Женщины |
| ---- | --------- | ------- | ------- |
| 1926 | 104       | 56      | 48      |
| 2002 | 81        | 43      | 38      |
| 2014 | 57        | 30      | 27      |